# Іоанн I (митрополит Київський)
Іван І (ст.-сл. Іоаннъ, грец. Ἰωάννης, нар. 966? — пом. 1035) — Митрополит Київський (1019-1035). Про митрополита Івана I збереглося небагато відомостей. За одними джерелами, він керував Київською митрополією з 1019 року при князеві Ярославі Мудрому, за іншими — не пізніше 1008 року. 1008 року митрополит Іван спорудив дві кам'яні церкви: одну в Києві — в ім'я святих апостолів Петра й Павла на Берестові, а іншу — у Переяславі — на честь Воздвиження Чесного Хреста Господнього.
Про походження Митрополита також побутують різні думки. Одні вважали його греком, фракійцем, але, судячи з того, що 14 липня 1021 року він урочисто відкрив і прославив мощі руських князів Бориса та Гліба і встановив день вшанування їхньої пам'яті, можна припустити, що він був русином. Деякі дослідники вважали його болгарином.
Помер Митрополит Іван 1035 року. Вважається, що він є укладачем служби, що відправляється у день пам'яті святих мучеників Бориса і Гліба.